# Колва (приток Вишеры)
Ко́лва — река в Пермском крае России, протекает по территории Чердынского района, четвёртая по длине и крупнейший правый приток Вишеры (бассейн Камы). Длина реки — 460 км, площадь бассейна — 13 500 км². Средний расход воды у села Камгорт — 160 м³/с.

## Этимология
Название происходит от финно-угорских языков кол — «рыба» и коми языка ва — «река».

## География

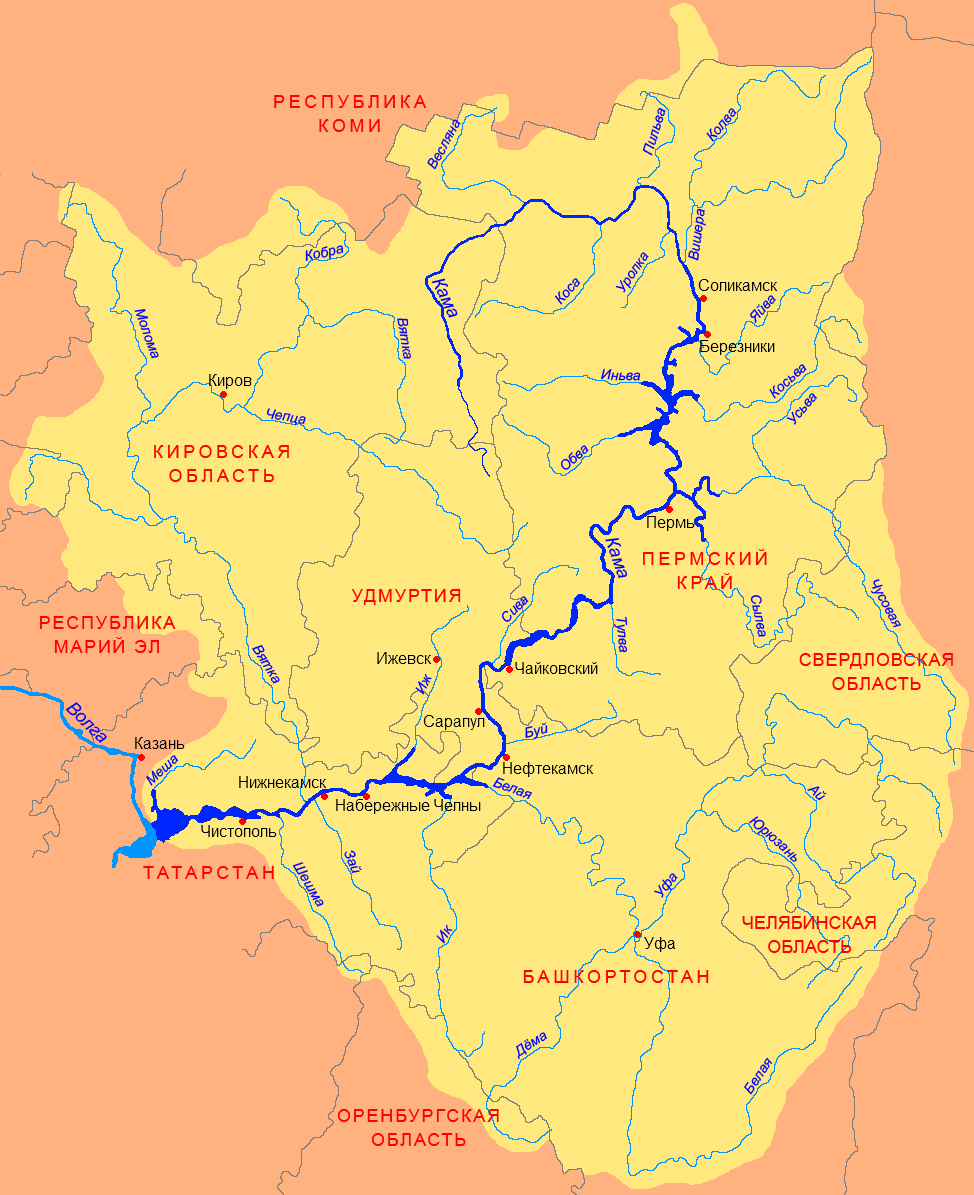
Бассейн Камы

Исток реки находится на северо-востоке края около границы с Республикой Коми, на юго-восточном склоне горы Колвинский Камень (575 м над уровнем моря). Исток лежит на водоразделе Каспийского и Баренцева морей, севернее истока Колвы — верховья реки Кисунья.
Протекает в основном по западному склону Северного Урала и впадает в Вишеру выше Рябинино, в 34 км от устья. Генеральное направление течения — юго-запад. Средняя высота водосбора — 233 м. Средний уклон — 0,3 м/км. В ширину достигает 75 м.
На реке Колве расположен город Чердынь, сёла Корепинское, Искор, Вильгорт, Покча, Камгорт, Бигичи.

## Гидрография

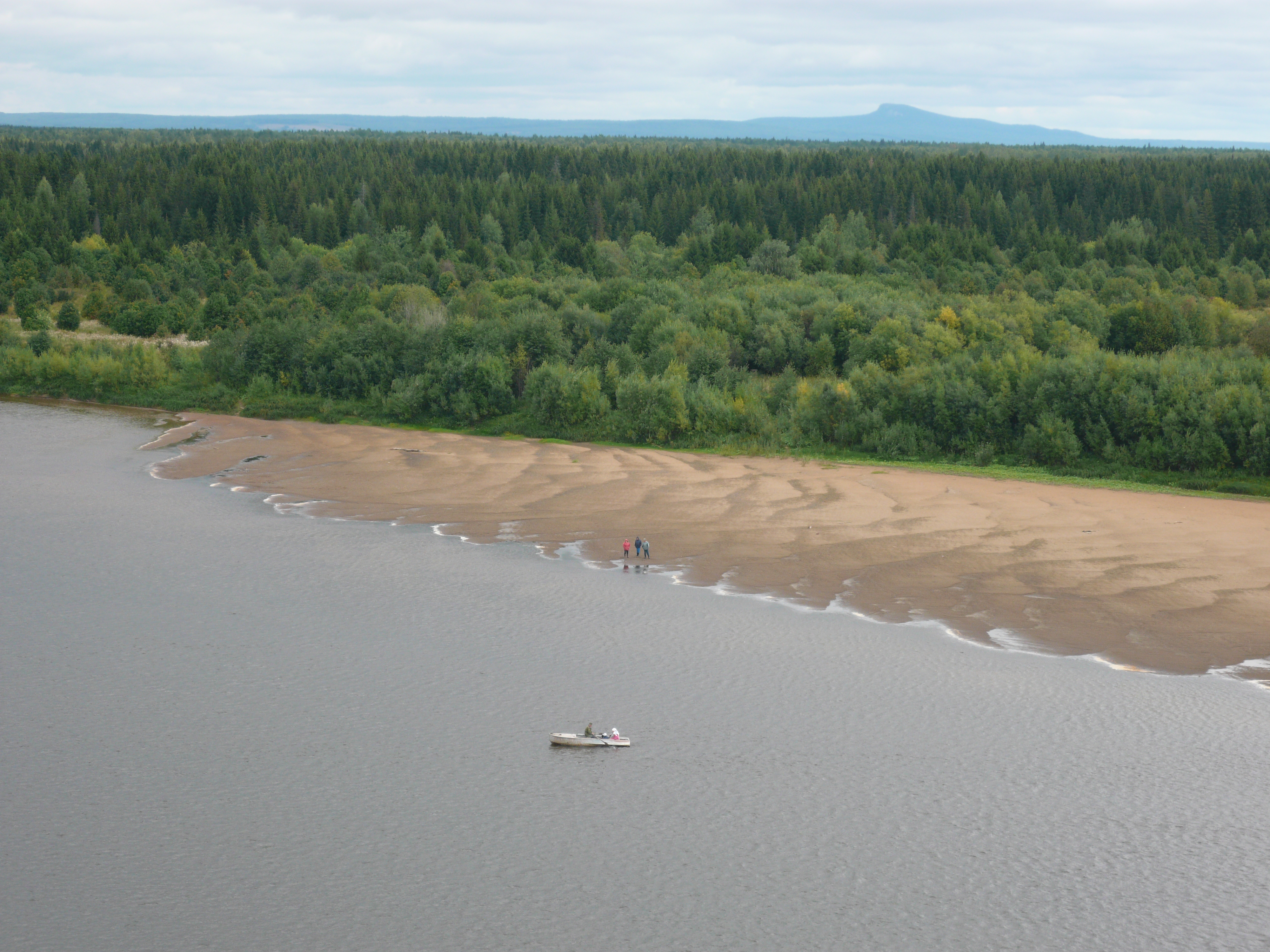
Река Колва около Чердыни. На горизонте — камень Полюд

Берега Колвы обрывистые, с отложениями сланца, известняка, песчаника; покрыты лесом, встречаются луга. На правом берегу, ниже села Богатырёво, расположены деревня Боец и скала Боец высотой 60 м, а у деревни Цепия — Дивий Камень и Дивья пещера. Ниже впадения Вишерки Колва течёт узким коридором в крутых берегах.
В русле встречаются мели, камни, перекаты. В верховьях русло каменистое, ниже каменистые участки чередуются с песчаными. Вода в реке светлая и чистая. Высота устья — 112 м над уровнем моря.

## Гидрология
Питание смешанное, с преобладанием снегового. Замерзает в начале ноября, вскрывается в конце апреля — начале мая. Сплавная. Судоходна в высокую воду на 200—250 км от устья.
| Средний расход воды (м³/с) реки Колвы по месяцам с 1975 по 1993 гг. (замеры производились на гидрологическом посту в районе п. Колва, в 137 км от устья) |

## История
По Колве проходил древний путь из Поволжья в Печорский край. Между Чердынью и Ныробом найдено несколько чудских городищ, в которых попадаются восточные монеты, свидетельствующие о важности Колвы, как пути сообщения древнего Болгарского царства с отдалённым Севером. В 1472 году на берегах Колвы московская рать разбила войско Великопермского княжества.

## Притоки
Крупнейшие притоки — Берёзовая и Вишерка.
(расстояние от устья)
- 6,4 км: река Чудова (лв)
- 16 км: река Кемзелка (пр)
- 20 км: река Мудыль (лв)
- 25 км: река Лызовка (пр)
- 37 км: река Цыдовка (пр)
- 51 км: река Низьва (лв)
- 90 км: река Бубыл (пр)
- 100 км: река Вижаиха (пр)
- 104 км: река Ухтым (лв)
- 111 км: река Цепия (пр)
- 124 км: река Вишерка (пр)
- 154 км: река Неч (пр)
- 175 км: река Берёзовая (лв)
- 180 км: река Ошья (лв)
- 183 км: ручей Шудья (пр)
- 201 км: река Гадья (пр)
- 219 км: река Большой Чулан (пр)
- 225 км: ручей Полусай (пр)
- 234 км: река Визесья (пр)
- 237 км: река Чумук (лв)
- 246 км: река Айя (лв)
- 262 км: река Тулпан (лв)
- 269 км: река Аныль (пр)
- 277 км: река Нюзим (пр)
- 293 км: река Сурья (лв)
- 302 км: река Сухотыль (пр)
- 310 км: река Нерья (пр)
- 326 км: река Кумай (лв)
- 332 км: река Думтом (пр)
- 334 км: река Большой Сусай (пр)
- 351 км: река Селея (лв)
- 354 км: река Чищева(лв)
- 366 км: река Няризь (пр)
- 367 км: река Визья (пр)
- 372 км: река Лекомжеч (лв)
- 380 км: река Ямжач (лв)
- 402 км: река Кысурья (лв)
- 406 км: река Сурья (лв)
- 441 км: река Уйваж (в водном реестре — без названия, пр)

## Данные водного реестра
По данным государственного водного реестра России относится к Камскому бассейновому округу, водохозяйственный участок реки — Кама от водомерного поста у села Бондюг до города Березники, речной подбассейн реки — бассейны притоков Камы до впадения Белой. Речной бассейн реки — Кама.
Код объекта в государственном водном реестре — 10010100212111100005515.